# 鐮鰭波線鰺
鐮鰭波線鰺（学名：Lichia amia），為輻鰭魚綱鱸形目鱸亞目鰺科似鰺屬下的一個種，分布於東大西洋法國比斯開灣至南非海域，深度0-50公尺，本魚體呈紡錘狀，頭部背廓近乎筆直，末端為尖嘴，眼睛比較小，上顎細長，側線非常不規則且呈波浪形，體上半部棕色，下半部銀白色，幼魚期體側具有黑色條紋，背鰭硬棘8枚、背鰭軟條9-12枚、臀鰭硬棘3枚、臀鰭軟條17-21枚，體長可達200公分，體重可達50公斤，背鰭硬棘及臀鰭硬棘呈刀形，棲息在沿海、河口中層水域，主要以魚類及甲殼類，可做為食用魚及遊釣魚。